# آسلاناپا
آسلاناپا (به ترکی استانبولی: Aslanapa) یک منطقهٔ مسکونی در ترکیه است که در استان کوتاهیه واقع شده‌است.